# Chèvrefeuille bleu
Lonicera caerulea
Espèce
Classification phylogénétique
Le chèvrefeuille bleu (Lonicera caerulea), également appelé camérisier au Canada ou encore haskap (un terme signifiant « baie de longue vie » en aïnou, la langue des autochtones de l'île de Hokkaidō), est une espèce de chèvrefeuilles originaire des régions tempérées de l'hémisphère nord et cultivée pour ses fruits.

## Description

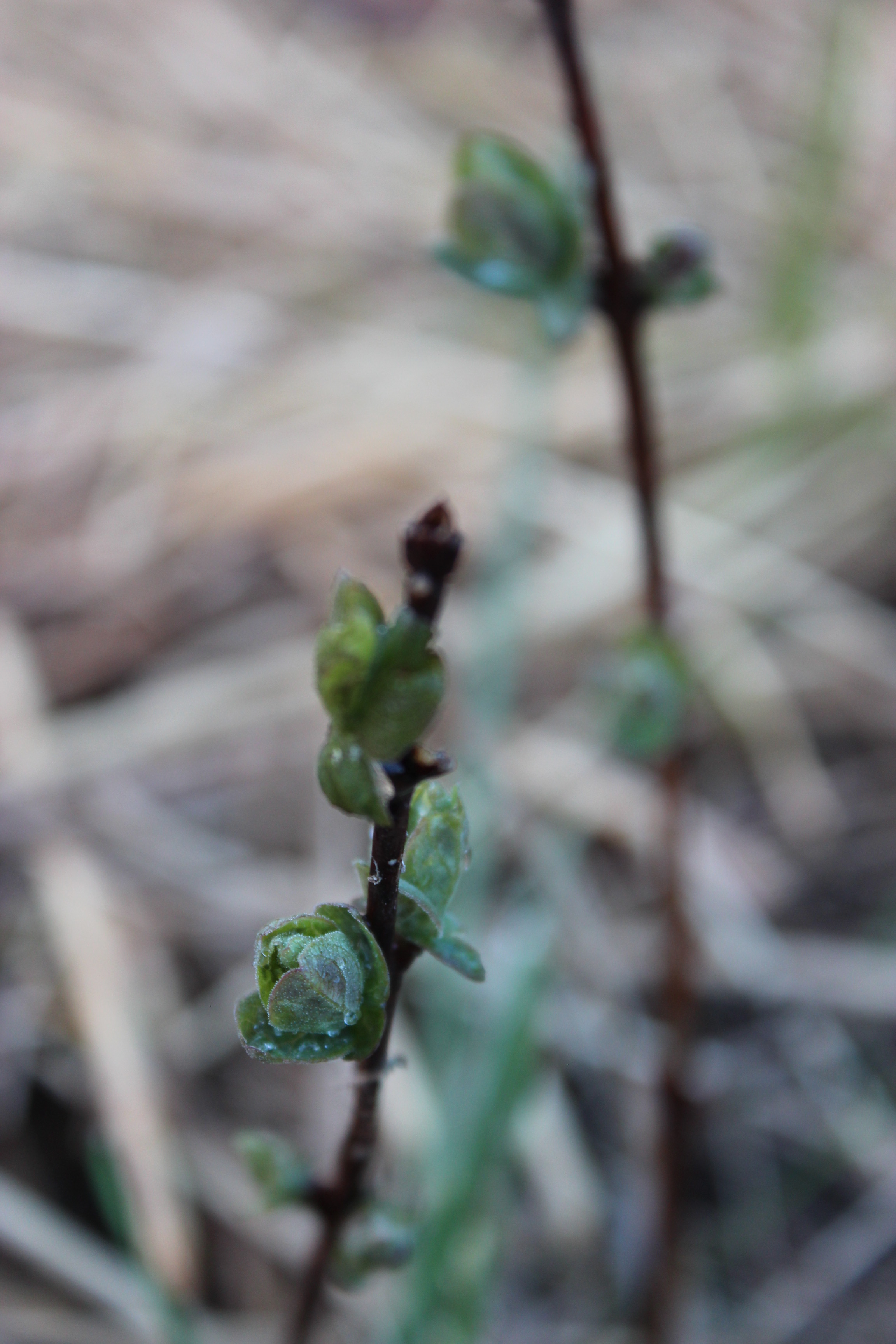
Chèvrefeuille bleu (Baie de Mai) "Kiev", bourgeons

Le chèvrefeuille bleu est un arbrisseau caduc mesurant de 1,5 à 2 m de haut.
Ses feuilles sont opposées, de forme ovale, de 3-8 cm de long et 1-3 cm de large, vert glauque, un peu cireuse.
Les fleurs sont de couleur blanc jaunâtre, 12-16 mm de long, avec cinq lobes égaux, elles sont produites en paires sur les turions.
Les fruits sont des baies pruineuses de couleur bleue à noire d'environ 1 cm de long sur 0,5 cm de diamètre (taille qui peut varier selon les cultivars).

## Variétés
Il existe neuf variétés, considérées comme des sous-espèces par certains auteurs :
- Lonicera caerulea var. altaica. Asie du Nord.
- Lonicera caerulea var. caerulea. Europe.
- Lonicera caerulea var. cauriana. Amérique du Nord.
- Lonicera caerulea var. dependens. Asie centrale.
- Lonicera caerulea var. edulis. Asie de l'Est, synonyme de Lonicera caerulea - L.
- Lonicera caerulea var. emphyllocalyx. Asie de l'Est.
- Lonicera caerulea var. kamtchatica[2]. Asie du Nord. Aussi appelé « Baie de mai ».
- Lonicera caerulea var. pallasii. Nord de l'Asie et de l'Europe.
- Lonicera caerulea var. villosa. Asie de l'Est et Amérique du Nord[3]

## Culture et utilisation
Les variétés edulis, emphyllocalyx et kamtchatica sont parfois cultivées pour leurs baies comestibles au goût agréable, à mi-chemin entre celui de la framboise et du cassis, allant de légèrement acidulé à bien sucré selon la variété. Riches en vitamine B et C, elles se dégustent nature ou en gelée.
Il est assez difficile d'en trouver des cultivars dans les catalogues français ou européens mais depuis quelques années on peut trouver des cultuvars tels que 'Desertnaya' ou 'Kamchadalka' originaires de Russie.
C'est un arbuste parfaitement résistant au froid (−40 °C), mais de faible vitalité et de faible développement et qui produit peu de fruits. Il est toutefois bien résistant aux insectes et parasites, en faisant un bon candidat pour la culture biologique.

### Culture au Québec
En Amérique du Nord, on le cultive au Canada dans la province de Québec depuis au moins 2007 pour des fins commerciales ; le nombre de plants était estimé à 2000 en 2007, augmentant jusqu'à 300 000 plants en 2015 et même à 1 000 000 en 2017. Bien qu'une grande part des camérisiers du Québec soient dans la région du Saguenay-Lac-Saint-Jean, ils sont distribués dans les centres de jardin et les pépinières dans toutes les régions et des cultures de diverses envergures s'y retrouvent aussi. La grande majorité des variétés cultivées en Amérique du Nord provient de travaux réalisés par la Dre Maxine Thompson de l'Université d'État de l'Oregon et du Dr Bob Bors de l'Université de la Saskatchewan. Le fruit est principalement consommé tel quel ou bien en confiture. Il est également transformé en sauces, ketchup, moutarde, ou sirop. On le retrouve notamment dans plusieurs bières de microbrasserie.
| Variété             | Saveur du fruit           | Poids du fruit | Taille de l'arbuste |
| ------------------- | ------------------------- | -------------- | ------------------- |
| Tundra              | Sucré, légèrement acidulé | 1,49 g         | Moyenne             |
| Borealis            | Sucré, acidulé            | 1,62 g         | Moyenne             |
| Indigo Gem (9-15)   | Sucré, acidulé, moelleux  | 1,30 g         | Moyenne             |
| Indigo Treat (9-91) | Sucré, légèrement acidulé | 1,41 g         | Moyenne             |
| Indigo Yum (9-92)   | Sucré, légèrement acidulé | 1,29 g         | Moyenne             |
| Honey bee           | Acidulé                   | 1,90 g         | Grande              |
| Aurora              | Sucré, légèrement acidulé | 2,00 g         | Grande              |
| Berry Blue          | Acidulé                   | 1,10 g         | Grande              |
| Blue Bell           | Acidulé, aigre-doux       | 1,00 g         | Grande              |
| Lazurnaya           | Sucré, légèrement acidulé | 0,60 g         | Moyenne             |
| Zolushka            | Sucré, légèrement acidulé | 1,00 g         | Moyenne             |

## Valeur nutritive
La camerise peut être assimilée à la catégorie des superfruits. En effet, elle regorge de Vitamine A et C, et a une teneur élevée en potassium, calcium, phosphore, magnésium, antioxydants et fibres,,. Son score ORAC est de 13 400, comparablement à 9 500 pour la canneberge, fruit reconnu pour ses propriétés antioxydantes (il faut noter que l'USDA n'utilise plus l'indice ORAC depuis 2012).